# Sayak Valencia
Sayak Valencia   (Tijuana, 1980) és una poeta, assagista i performer mexicana.
Doctora europea en filosofia, teoria i crítica feminista per la Universitat Complutense de Madrid. Entre les seves publicacions més recents destaquen: Capitalismo gore (2010), El reverso exacto del texto (2007) i Jueves fausto (2004). Alguns dels seus treballs han estat publicats en revistes europees i americanes, també en diverses llengües. És cofundadora del grup feminista La Línea, col·lectiu format l'any 2002 que es dedica a la teoria, l'escriptura, l'edició, l'audiovisual i la performance. Com a artista d'aquesta disciplina, les seves accions performatives desenvolupen els conceptes del cos, l'espai públic i el queer.